# Fort Macleod
Fort Macleod (dal 1892 al 1912 semplicemente Macleod) è una municipalità situata nell'area sud-ovest della provincia di Alberta, in Canada. La cittadina fu sede della caserma della polizia a cavallo del Nord Ovest e deve il suo nome al colonnello James Macleod.

## Storia
La cittadina nacque nel 1874 lungo le rive del fiume Oldman, in una posizione diversa da quella attuale. Essa crebbe con la costruzione della caserma della polizia a cavallo, dopo che la precedente situata a Fort Livingstone venne abbandonata nel 1876. Nel 1906, un grande incendio distrusse la maggior parte degli edifici cittadini costruiti in legno; la ricostruzione avvenne tra il 1906 e il 1912, nella quale si preferì utilizzare materiali come pietra e mattoni. Nel 1914 i lavori subirono un rallentamento dovuto agli inizi della prima guerra mondiale e al forte indebitamento dell'amministrazione per garantire i servizi minimi ai cittadini. Per questo motivo, la cittadina di Fort Macleod fu costretta a dichiarare bancarotta nel 1924. Fino agli anni settanta, l'economia della cittadina non diede segnali di miglioramento e gli edifici del secolo precedente rimasero tali.
Nel 1978, il consiglio esecutivo dell'Alberta iniziò ad effettuare un'operazione di costruzione di nuovi edifici per far ripartire la città, mantenendo tuttavia quelli di interesse storico.